# Phare arrière de Sõru
Le phare arrière de Sõru (en estonien : Sõru ülemine tuletorn) est un feu situé au village de Sõru au sud de la grande île d'Hiiumaa, appartenant à la commune de Emmaste dans le Comté de Hiiu, en Estonie. Il fonctionne conjointement avec le phare avant de Sõru distant de près de 500 mètres.
Il est géré par l'Administration maritime estonienne ,.

## Histoire
Ce feu directionnel a été construit en 1934. Il a été endommagé et réparé en 1942 pendant la Seconde Guerre Mondiale. Il marque le couloir de circulation entre les îles de Hiiumaa et Saaremaa.

## Description
Le phare  est une tour circulaire en béton armé de 16 mètres de haut, avec une galerie et une lanterne. La tour est peinte en blanc sur les 2/3 inférieur et rouge au 1/3 supérieur. Son feu isophase émet, à une hauteur focale de 18 mètres, un éclat blanc, rouge et vert selon secteur directionnel, toutes les 4 secondes. Sa portée nominale est de 6 milles nautiques (environ 11 km).
Identifiant : ARLHS : EST-053 ; EVA-702 - Amirauté : C-3721.1 - NGA : 12708 .

## Caractéristique dufeu maritime
Fréquence : 4 secondes (W-R-G)
- Lumière : 2 secondes
- Obscurité : 2 secondes

|                            |
| Île Hiiumaa (localisation) |

|          |
| Le phare |

### Lien connexe
- Liste des phares d'Estonie